# Taça de Portugal 1988-1989
La Taça de Portugal 1988-1989 è stata la 49ª edizione del torneo. Il Belenenses si aggiudicò la terza coppa nazionale della sua storia in finale contro i concittadini del più blasonato Benfica.

## Ottavi di finale
| Locali              | Risultato    | Ospiti          |
| ------------------- | ------------ | --------------- |
| Vizela              | 2–1          | Beira-Mar       |
| Vasco da Gama Sines | 1–8          | Marco           |
| Sporting Lisbona    | 6–0          | O Elvas         |
| Espinho             | 1–0          | Estrela Amadora |
| Braga               | 1–0          | Marítimo        |
| Luso                | 0–1          | Benfica         |
| Joane               | 1–3          | Chaves          |
| Belenenses          | 1–0 (d.t.s.) | Porto           |

## Quarti di finale
| Locali           | Risultato | Ripetizione | Ospiti  |
| ---------------- | --------- | ----------- | ------- |
| Sporting Lisbona | 4–0       | —           | Vizela  |
| Chaves           | 3–3       | 1–3         | Braga   |
| Benfica          | 11–0      | —           | Marco   |
| Belenenses       | 3–0       | —           | Espinho |

## Semifinali
| Locali     | Risultato | Ospiti           |
| ---------- | --------- | ---------------- |
| Belenenses | 3–1       | Sporting Lisbona |
| Benfica    | 3–1       | Braga            |

## Finale
| Arbitro: | Alder Dante (Santarém) |

|                       |           |          |
| Faria 25’ Juanico 81’ | Marcatori | 73’ Vata |

| Belenenses | Benfica |

### Formazioni
| Belenenses    |    |                 |     |     |
|               |    |                 |     |     |
| P             | 1  | Jorge Martins   |     |     |
| D             |    | Luís Sobrinho   |     |     |
| D             |    | Jorge Baidek    |     |     |
| D             |    | Álvaro Teixeira |     | 89’ |
| D             |    | Zé Mário        | 79’ |     |
| D             | 3  | José António () |     |     |
| C             |    | Macaé           | 4’  |     |
| C             |    | Adão            |     |     |
| C             | 6  | Juanico         | 45’ |     |
| A             | 11 | Chiquinho Conde |     |     |
| A             | 9  | Chico Faria     |     | 62’ |
| Sostituiti:   |    |                 |     |     |
| D             |    | Carlos Ribeiro  |     | 89’ |
| A             | 16 | Manuel Saavedra |     | 62’ |
| Allenatore:   |    |                 |     |     |
| Marinho Peres |    |                 |     |     |

| Benfica     |    |                       |     |     |
|             |    |                       |     |     |
| P           | 1  | Silvino               |     |     |
| D           | 2  | António Veloso        | 27’ |     |
| D           | 5  | Carlos Mozer          |     |     |
| D           | 3  | Ricardo Gomes         |     |     |
| D           | 4  | António Fonseca       |     | 46’ |
| C           | 10 | Valdo                 | 72’ |     |
| C           |    | Diamantino Miranda () |     |     |
| C           |    | Vítor Paneira         |     |     |
| A           |    | Abel Campos           |     |     |
| A           | 9  | Mats Magnusson        |     |     |
| A           |    | António Pacheco       |     |     |
| Sostituiti: |    |                       |     |     |
| A           | 16 | Vata                  |     | 46’ |
| Allenatore: |    |                       |     |     |
| Toni        |    |                       |     |     |